# 톰 제이거
토머스 마이클 "톰" 제이거(영어: Thomas Michael "Tom" Jager, 1964년 10월 6일 ~ )는 미국의 수영 선수로 하계 올림픽에서 5개의 금메달을 획득했고, 세계 수영 선수권 대회에서 개인 금메달 2개를 포함하여 금메달 4개를 획득했다. 1989년에는 자유형 50m 세계 신기록을 수립했으며, 이 기록은 2000년 6월까지 유지되었다.

## 경력

### 선수 경력
일리노이주 이스트세인트루이스에서 태어난 제이거는 캘리포니아 대학교 로스앤젤레스에서 수학하고, 1983년부터 1985년까지 NCAA 경연 대회에서 코치 론 밸러토어의 UCLA 브루인스 팀을 위하여 활약하였다.  그는 NCAA 개인적 국내 선수권에서 100 야드 자유형(1983, 1984), 50 야드 자유형(1984, 1985)과 100 야드 배영(1985)을 우승하였다.  1984년 그는 올해의 퍼시픽텐 수영 선수로 명예를 얻었다.
그는 또한 11회의 미국 국내 오픈 챔피언이기도 하였다.
제이거는 미국을 위하여 7개의 올림픽 메달을 획득하였다.  그는 릴레이 종목들에서 5개의 금메달을 땄다.  그는 또한 개인적으로 50m 자유형에서 1988년과 1992년 각각 은메달과 동메달을 땄다.
세계 선수권 대회에서 제이거는 1986년과 1991년 50m 자유형을 우승하였다.  또한 범태평양 수영 선수권 대회에서는 1989년과 1991년 그 종목을 우승하기도 하였다.
2001년 국제 수영 명예의 전당에 헌액되었다.

### 감독 경력
2004년 아이다호 대학교에서 제이거는 아이다호 밴덜스 여자 수영 팀의 총감독이 되었다.
그러고나서 2011년 워싱턴 주립 대학교에서 워싱턴 주립 쿠거스를 위한 총감독직을 받아들였다.

## 같이 보기
- 올림픽 다관왕 목록
- 올림픽 수영 남자 메달리스트 목록
- 캘리포니아 대학교 로스앤젤레스의 동문 목록
- 수영 자유형 50m 세계 기록 추이
- 수영 계영 400m 세계 기록 추이